# محمد عمر ننگیالی
محمد عمر ننگیالی (زاده ۱۳۴۶ ولایت قندهار) سیاستمدار افغانستان و نماینده مردم ولایت قندهار در دوره شانزدهم مجلس نمایندگان است. وی در مجلس شانزدهم نمایندگان افغانستان عضو کمیسیون روابط بین‌المللی می‌باشد.

## زندگی‌نامه
محمد عمر ننگیالی زاده ۱۳۴۶ شهر قندهار می‌باشد. او تحصیلات متوسطه خود را در تا مقطع فارغ‌التحصیلی ۱۲ پاس به پایان رسانید و در بخش آموزش مشغول به فعالیت بوده‌است.

## دیگر فعالیت‌ها
دیگر فعالیت‌های او:
- کارمند در ادارات مختلف چون CWS، ARLDF